# Ceropegia intermedia
Ceropegia intermedia är en oleanderväxtart som beskrevs av Robert Wight. Ceropegia intermedia ingår i släktet Ceropegia och familjen oleanderväxter. Inga underarter finns listade i Catalogue of Life.